# St. Marien und St. Nikolai (Beelitz)

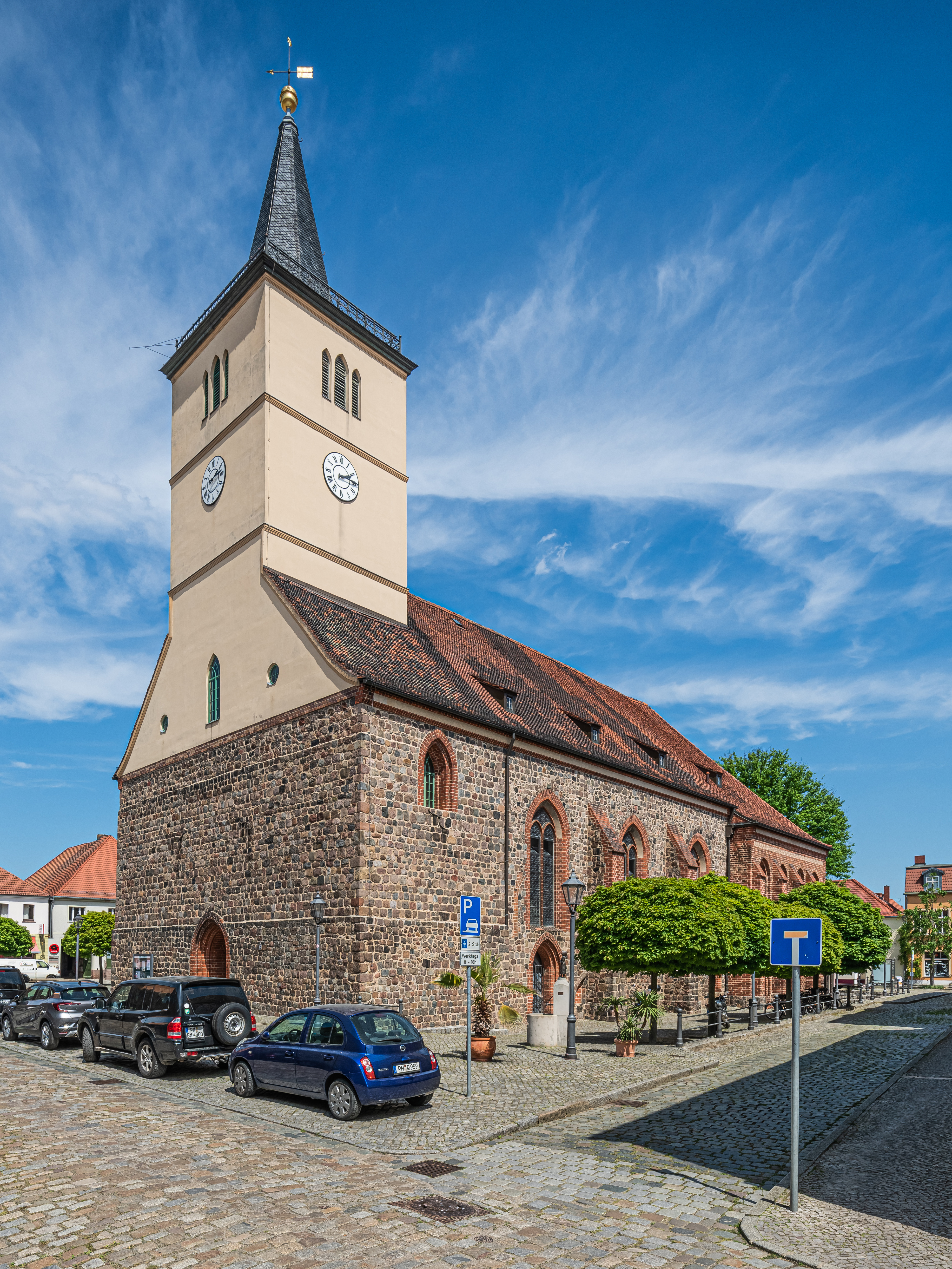
Stadtpfarrkirche St. Marien und St. Nikolai in Beelitz

Die Stadtpfarrkirche Sankt Marien und Sankt Nikolai ist eine evangelische Kirche in Beelitz im Landkreis Potsdam-Mittelmark in Brandenburg. Der erste Kirchenbau an dieser Stelle erfolgte im 13. Jahrhundert, im folgenden wurde sie mehrfach umgebaut und erweitert. Das heutige Kirchengebäude geht im Wesentlichen auf die Änderungen im 18. Jahrhundert zurück, es steht seit den 1970er Jahren unter Denkmalschutz.

## Geschichte
Die Kirche in Beelitz wurde erstmals 1247 urkundlich erwähnt. Aus dieser Zeit rühren die Feldsteine im Westquerbau, im Turmunterbau sowie in einigen Turmgeschossen. Auch in den Längswänden sind vereinzelt Steine aus dieser Zeit verbaut. Untersuchungen ergaben, dass das Gebäude im Laufe der Zeit höher gelegt wurde, da rings um die Kirche herum Bauschutt aus mehreren Stadtbränden angehäuft wurde. Erkennbar ist dies beispielsweise an zugemauerten Spitzbögen, die sich heute im Sockel der Kirche befinden. Neben der Kirche befand sich die Wunderblutkapelle als zu dieser Zeit noch frei stehendes, eigenständiges Gebäude. Sie kann heute von der Kirche aus betreten werden.
Im Jahr 1511 wurde die Kirche eingewölbt und dabei in Backstein zu einer flach gedeckten Pfeilerbasilika zu einer dreischiffigen Hallenkirche umgebaut. An den Chor im Süden wurde eine Sakristei mit zwei Geschossen angebaut; das Dach mit Reet gedeckt. Der Kirchturm wurde um ein Holzfachwerk aufgestockt. Um die auftretenden Seitenkräfte abzufangen, wurden an der Außenseite der Kirche zusätzliche Strebepfeiler angebracht. Möglicherweise wurde in dieser Zeit auch die Kapelle in den Kirchenraum integriert, in dem ein großer Bogen den Raum zum Chor öffnete. Dieses ist mit einem reichhaltig gestalteten Kreuzgewölbe überspannt. Im Seitenschiff ist ein Sterngewölbe zu sehen, im Mittelschiff ein Kreuzrippengewölbe.
In den folgenden Jahrhunderten zerstörte mehrfache Brände Teile des Gottesdhauses: Überliefert sind Beschädigungen aus den Jahren 1526, 1563, 1619 und 1700. Nach dem letzten Brand erhielt die Kirche ein Dach aus Ziegeln. Gewölbeflächen und Innenwände wurden verputzt, um die Brandspuren zu beseitigen. Gleichzeitig erhielt die Kirche eine Orgelempore.

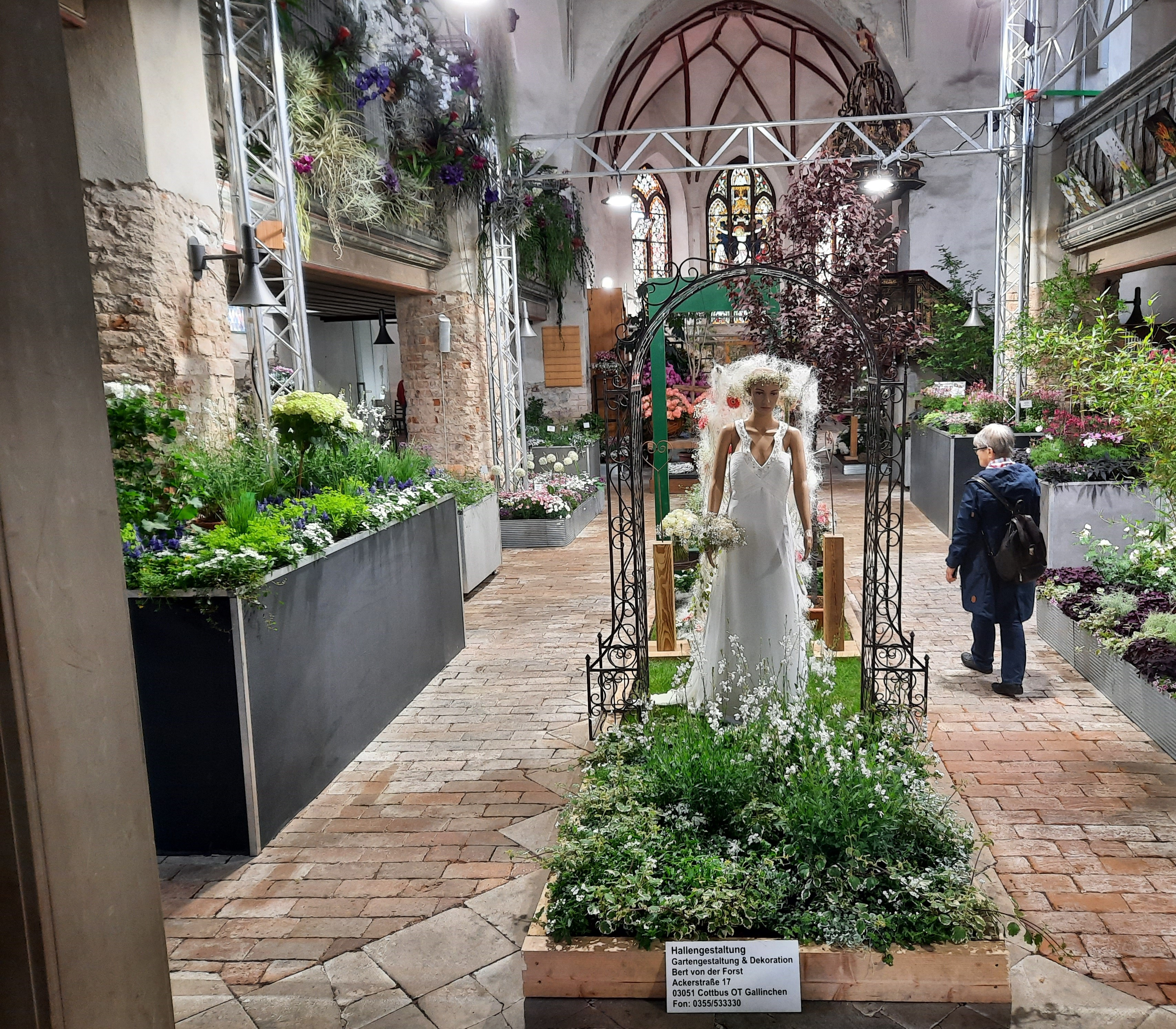
Kirche Beelitz während LAGA 2022

Während der LAGA wurde die Kirche als Blumenhalle genutzt.

## Architektur
Die Kirche ist rund 43 Meter lang und 18 Meter breit. Abzüglich der Mauerwerke ergibt sich so eine Nutzfläche von 659 m²; das Kirchenschiff ist rund 20 Meter hoch. Sehenswert ist die Petruskanzel, ein Geschenk des preußischen Königs Friedrich I. von 1703.
An der Westseite des Kirchengebäudes befindet sich der 35 Meter hohe Kirchturm, dessen rechteckiger Grundriss mit einer Längsseite an das Haupschiff anschließt.

## Ausstattung

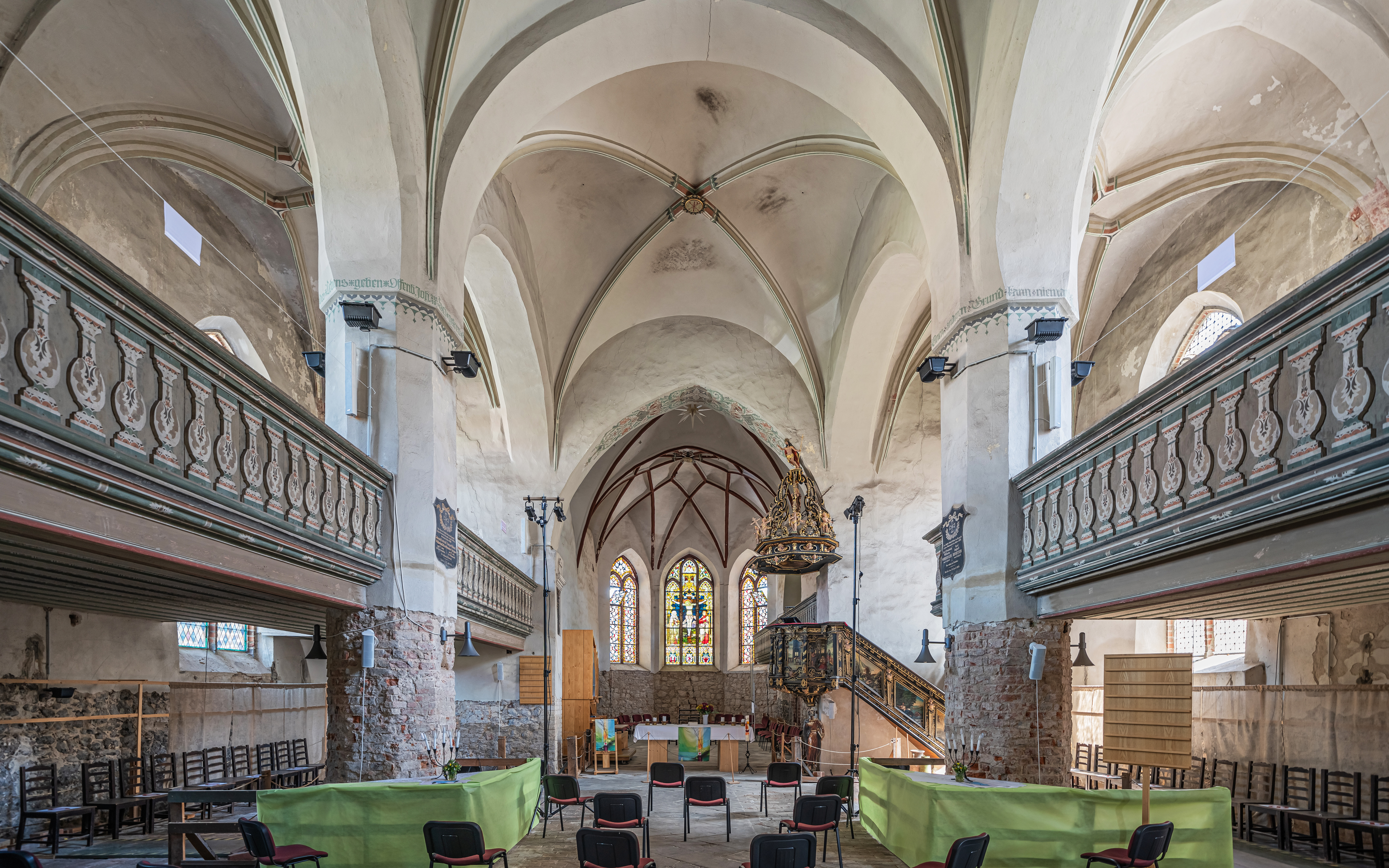
Innenraum der Kirche

Neben einem Altar ist die reich ausgestattete Kanzel aus dem Jahr 1656 erhalten.

### Orgeln

#### Hauptorgel

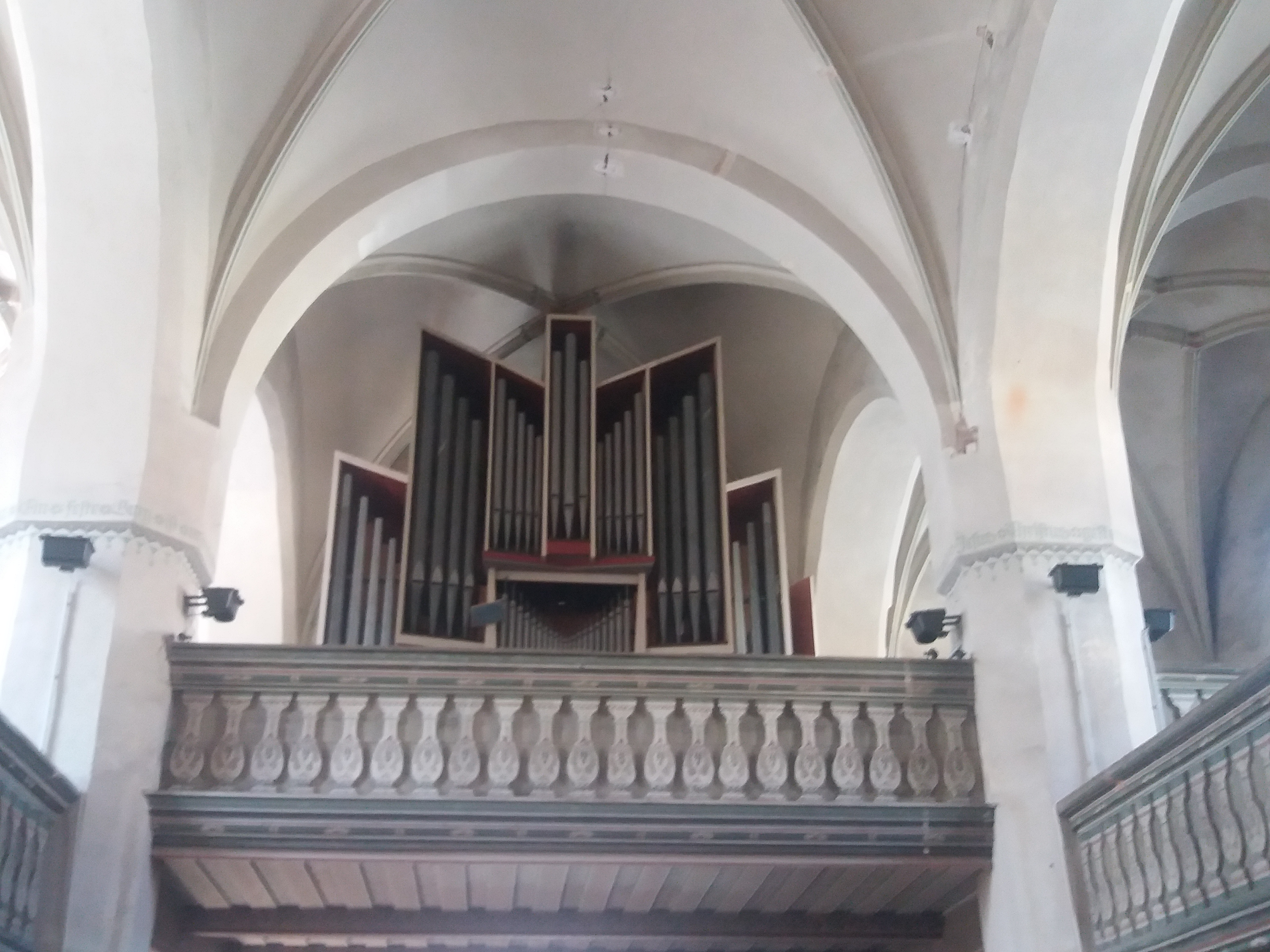
Schuke-Orgel 1983

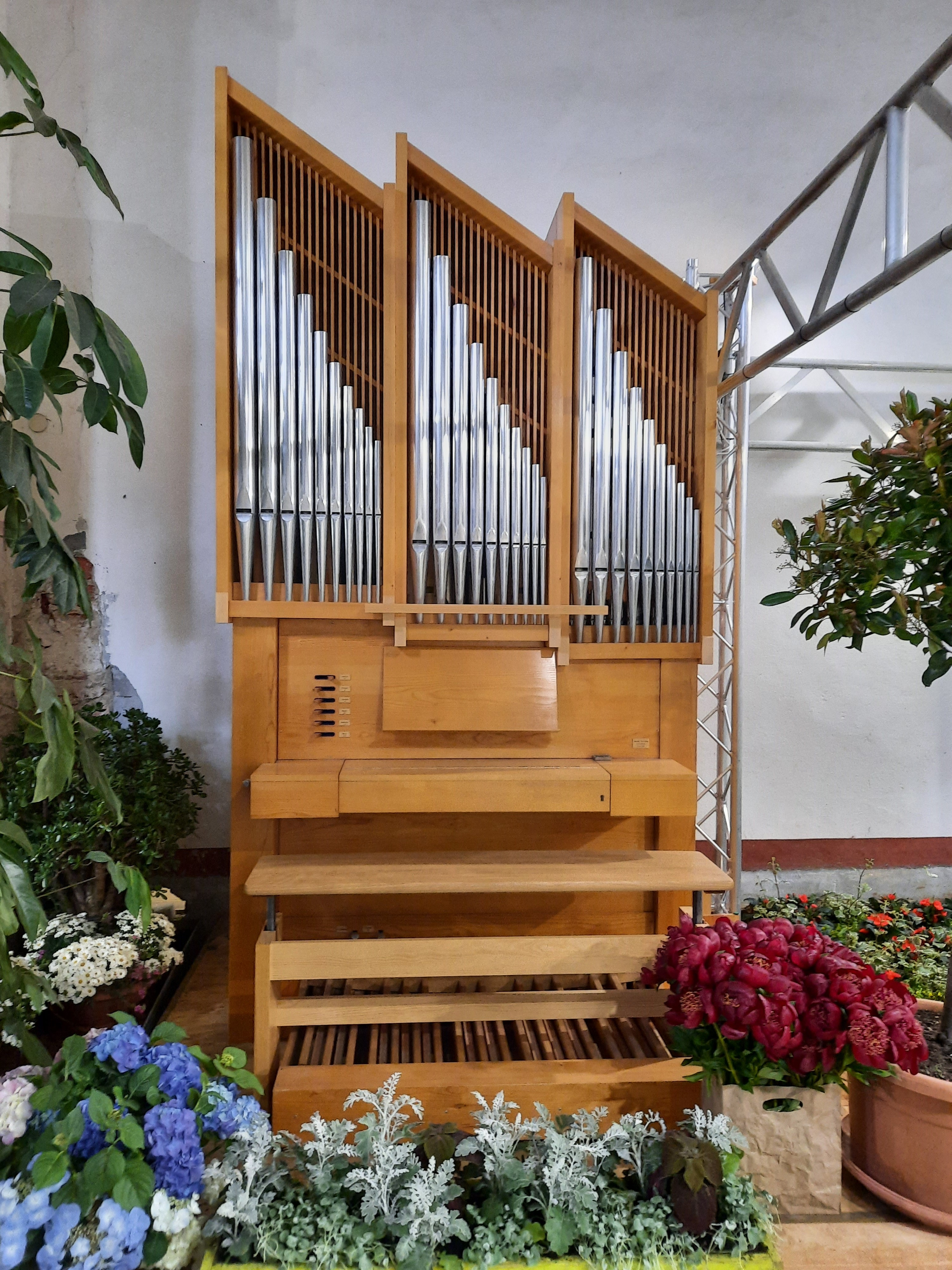
Chororgel

Nach dem ersten großen Umbau im 16. Jahrhundert erhielt die Kirche 1516 eine Orgel eines unbekannten Orgelbauers aus Loburg. Sie wurde beim Brand 1619 zerstört. 78 Jahre später baute der Orgelmeister Johann Ziedlern erneut ein Instrument ein – doch auch diese Orgel wurde beim Brand 1700 vernichtet. Zum Reformationstag 1723 wurde eine weitere, gebrauchte Orgel eingeweiht, die aus Berlin angekauft worden ist. Sie musste in den Jahren 1726/1727 sowie 1770 repariert werden. 1814 wurde aus Teilen des bestehenden Instruments unter der Leitung von Johann Tobias Turley eine neue Orgel mit zwölf Registern auf einem Manual und Pedal errichtet. Mittels einer Spende von Gottfried Wilhelm Baer konnte ein zweites Manual mit sechs Stimmen angebaut und das Werk neu verkleidet werden. 1886 stellte man einen starken Befall durch den Gemeinen Nagekäfer fest, der einen Neubau der Orgel erforderlich machte. Adam Eifert aus Stadtilm errichtete daraufhin eine neue Orgel mit 20 Registern auf zwei Manualen. Sie wurde am 15. Mai 1887 eingeweiht. Im Zweiten Weltkrieg wurden eine Vielzahl der Metallpfeifen gestohlen, so dass das Instrument nicht mehr benutzt werden konnte. 
Erst eininge Jahre nach Kriegsende, 1963 errichtete die Firma Alexander Schuke Orgelbau aus Potsdam  unter Leitung von Hans-Joachim Schuke die nunmehr sechste Orgel der Kirche. Sie ist bis heute spielbar. Sie umfasst 21 Register mit drei Zungenstimmen, verteilt auf zwei Manuale und Pedal. Der Prospekt stammt von Kirchenbaurat Werner Richter aus Berlin.

#### Chororgel
Neben der Hauptorgel verfügt die Kirche über eine einmanualige Chororgel mit Pedal und sieben Registern. Sie wurde 1983 ebenfalls von Alexander Schuke Orgelbau erbaut.

### Glocken
Einen ersten Hinweis auf das Vorhandensein von Glocken findet sich in Aufzeichnungen zum Stadtbrand 1526, bei denen die Musikinstrumente zerstört wurden. Weitere Exemplare wurden beim Brand 1700 zerstört. Aus Resten dieser Glocken schuf Johann Jacobi 1716 zwei neue Bronzeglocken mit einem Durchmesser von 115 bzw. 45 cm, die 1733 durch eine dritte Glocke mit 105 cm Durchmesser ergänzt wurde. Sie wurden im Ersten Weltkrieg zerstört und erst 1921 durch drei Stahlglocken aus Apolda ersetzt. Sie haben eine Höhe von 101, 122 und 156 cm.

### Wunderblutkapelle
Eine Besonderheit stellt die Wunderblutkapelle dar. Die ungewöhnliche Nähe zur Kirche sowie ihre achteckige Bauform lassen den Schluss zu, dass eine Anlehnung an frühchristliche Taufkapellen angestrebt worden ist. An dieser Stelle soll sich anlässlich einer Fronleichnamsprozession im Mai 1235 ein Blutwunder ereignet haben, das sich in einem mit „Blutspuren gezeichnete[n] Corporale“ äußerte. Andere Überlieferungen beschreiben hingegen einen Hostienfrevel, der zur Namensgebung der Wunderblutkapelle geführt habe, was aus heutiger Sicht jedoch eher fraglich erscheint. Durch das Blutwunder gewann das eher abseits der großen Handelswege gelegene Beelitz eine – für damalige Verhältnisse – überregionale Aufmerksamkeit. Denkbar ist, dass die Kirche hiervon profitieren wollte, vergleichbar mit den Auswirkungen der Wunderblutlegenden im Kloster Zehdenick oder Wilsnack.

## Sanierung
Die Kirche wies im Jahr 2013 einen hohen Sanierungsbedarf aus, unter anderem gab es massive Wasserschäden im Mauerwerk, am Putz, auf den Fußböden. Mit finanzieller Unterstützung der Stadtverwaltung und der Kirchenleitung die in mehreren Bauabschnitten beseitigt werden konnten. Im Jahr 2023 waren die reinen Bauerhaltungsmaßnahmen erledigt, danach sollten umfangreiche Innenarbeiten starten, zu denen ein Ideenwettbewerb ausgerufen worden war. Ergebnisse und Umsetzung sind unklar (Stand im Mai 2025).